# كأس أمريكا الجنوبية 1920
كأس أمريكا الجنوبية 1920 هي النسخة الرابعة من البطولة وأقيمت في فالبارايسو، تشيلي في الفترة من 11 سبتمبر وحتى 3 أكتوبر 1920. فاز باللقب منتخب الأوروغواي.

## الملعب
| فينيا ديل مار           |
| ----------------------- |
| نادي فالبارايسو الرياضي |
| السعة: غير معروفة       |
|                         |

## الأدوار النهائية

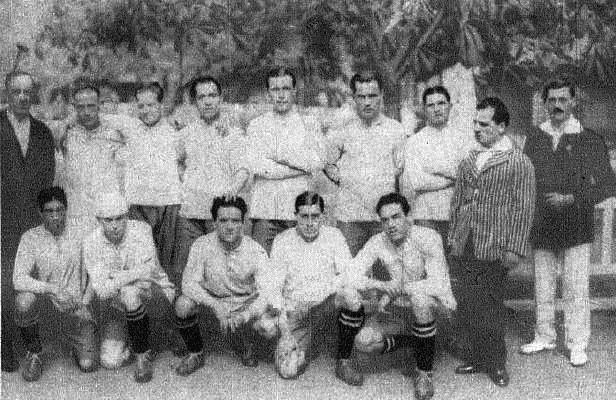
تشكيلة الأوروغواي المنتخب الفائز بالبطولة

| الفريق     | لعب | ف | ت | خ | له | عليه | ف.أ | نقاط |
| ---------- | --- | - | - | - | -- | ---- | --- | ---- |
| الأوروغواي | 3   | 2 | 1 | 0 | 9  | 2    | +7  | 5    |
| الأرجنتين  | 3   | 1 | 2 | 0 | 4  | 2    | +2  | 4    |
| البرازيل   | 3   | 1 | 0 | 2 | 1  | 8    | −7  | 2    |
| تشيلي      | 3   | 0 | 1 | 2 | 2  | 4    | −2  | 1    |

| البرازيل    | 1 – 0 | تشيلي |
| ----------- | ----- | ----- |
| ألفريزا 53' |       |       |

| الأرجنتين     | 1 – 1 | الأوروغواي  |
| ------------- | ----- | ----------- |
| إيشيفيريا 75' |       | بنديبين 10' |

| الأوروغواي                                                                  | 6 – 0 | البرازيل |
| --------------------------------------------------------------------------- | ----- | -------- |
| رومانو 23' 60' · أورديناران 26' (ركلة.) · خوسيه بيريز 29' 65' · كامبولو 48' |       |          |

| تشيلي       | 1 – 1 | الأرجنتين    |
| ----------- | ----- | ------------ |
| بولادوس 30' |       | ديلافالي 13' |

| الأرجنتين                    | 2 – 0 | البرازيل |
| ---------------------------- | ----- | -------- |
| إيشيفيريا 40' · ليباتاتي 73' |       |          |

| الأوروغواي                   | 2 – 1 | تشيلي        |
| ---------------------------- | ----- | ------------ |
| رومانو 37' · خوسيه بيريز 65' |       | دومينغيز 60' |

## الفائز
| كأس أمريكا الجنوبية 1920     |
| ---------------------------- |
| · الأوروغواي · للمرة الثالثة |

## قائمة الهدافين
3 أهداف
| - خوسيه بيريز | - أنخيل رومانو |  |

هدفيم
- راؤول إيشيفيريا

هدف واحد
| - ميغيل ديلافالي - خوليو ليباتاتي - إسماعيل ألفريزا | - هيرناندو بولادوس - أوريليو دومينغيز - انطونيو كامبولو | - خوزيه بنديبين - أنطونيو أورديناران |